# Berthelot-egyenlet
A reális gázok állapotegyenletének a leírására nagyon sok kísérlet történt. A van der Waals-egyenletnél némelyik jobb egyezést mutat a kísérleti adatokkal, de azok is csak szűkebb hőmérséklet- és nyomástartományban adnak kielégítő eredményt. 
Daniel Berthelot francia kémikus volt az, aki 1875-ben kissé módosította a van der Waals-egyenletet. Az általa felállított összefüggés szintén két – az anyagminőségtől függő – állandót tartalmaz, és azt figyelembe veszi, hogy a gázmolekulák közötti kohéziós erő nagysága fordítva arányos a hőmérséklettel. 
Az összefüggés 1 mol gázra vonatkozóan:
{\displaystyle \left(p+{\frac {a}{TV^{2}}}\right)(V-b)=RT\ ,}
illetve n anyagmennyiség esetén:
{\displaystyle \left(p+{\frac {n^{2}a}{TV^{2}}}\right)(V-nb)=nRT\ ,}
amely összefüggésben:
- p – nyomás Pa
- T – hőmérséklet, K
- V – térfogat, m3
- R – egyetemes gázállandó, 8,314 J/mol·K
- n – anyagmennyiség, mol
- a – a kohéziós erőkből eredő nyomáskorrekció mértéke, (Pa·K·dm6)/mol2]
- b – a gázrészecskék saját térfogata, m3/mol

Főként a kritikus hőmérsékletnél nagyobb hőmérsékleten mutatnak pontosabb egyezést a számított értékek a mérési eredményekkel.
Gyakran használják a Dieterici-egyenlet helyett, mivel az adott értékeknél komplex lehet. Például a vízgőz, az argon, a kripton, a xenon, a nitrogén, az oxigén, a szén-monoxid és a metán térfogata esetén ad kielégítő eredményt a folyadék-gőz átmenet közelében, ahol a Dieterici-egyenlet kevésbé megfelelő.
Feltehetően a Redlich–Kwong-egyenlet (1949) alapja, amely pedig a Soave–Redlich–Kwong-egyenlet (1972) alapja.